# Grumes
Grumes là một đô thị ở tỉnh Trento ở vùng Trentino-Alto Adige/Südtirol của Ý, tọa lạc cách 20 km về phía đông bắc của Trento. Tại thời điểm ngày 31 tháng 12 năm 2004, đô thị này có dân số 477 người và diện tích là 10,8 km².
Grumes giáp các đô thị: Salorno, Grauno, Sover, Valda và Segonzano.